# Стоунволл-інн

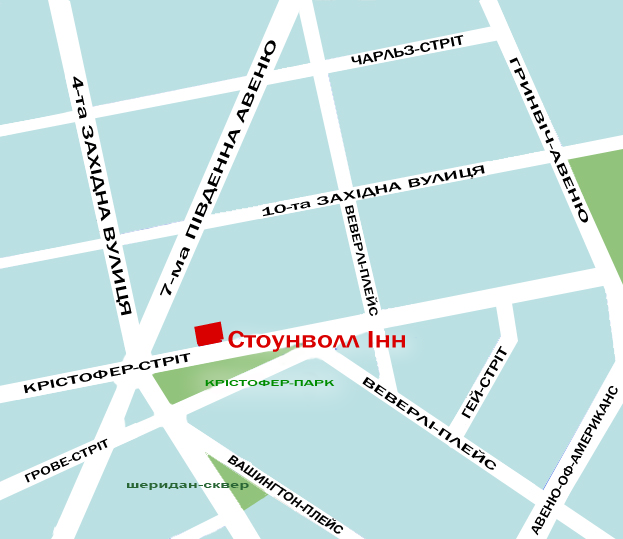
Стоунволл-Інн на карті Гринвіч-Віллидж

«Стоунволл-Інн» (англ. Stonewall Inn) — гей-бар на вулиці Крістофер-Стріт у богемному мангеттенському кварталі Гринвіч-Віллидж. У 1969 році поліцейська облава в «Стоунволл-Інн» призвела до першого великого протестного виступу геїв, що увійшло до історії як Стоунволлські бунти. З 2000 року «Стоунволл-Інн» є національним історичним пам'ятником.

## Історія
Будівлю стайні за адресою Крістофер-Стріт 51-53, було побудовано в 1843-46 роках. У 1930-і роки будівля була переобладнувана в ресторан. Після пожежі у березні 1966 року, троє членів сім'ї Дженовезе перепрофілювали ресторан «Стоунволл-Інн» в гей-бар, інвестувавши в нього 3500 доларів США. На ті часи це був найбільший гей-бар у країні.
Раз на тиждень офіцер поліції забирав конверт з готівкою. У Стоунволл-Інн не було ліцензії на продаж алкоголю, у барі була відсутня питна вода і склянки милися у бочці. Пожежні виходи у барі також були відсутні. Хоча у барі не практикувалася проституція, там продавалися наркотики. Це був єдиний бар для геїв у Нью-Йорку, де вільно можна було танцювати один з одним, оскільки спочатку «Стоунволл-Інн» позиціював себе, як танцювальний клуб.

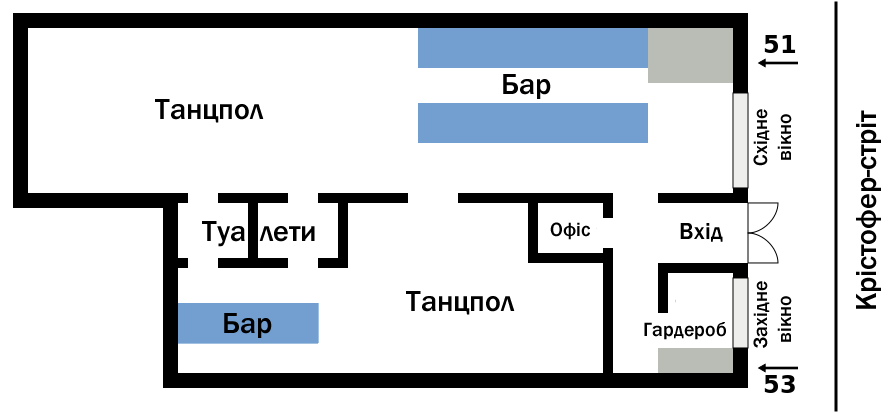
Схема бару Стоунволл-інн у 1969 році

З 1969 року усіх відвідувачів бару вітав викидайло, який перевіряв тих, що прийшли через дверне вічко. У першу чергу відвідувачі мали бути старшими 18-ти років. Задля уникнення небажаних відвідувачів, а саме переодягнутих поліцейських, яких називали: «Лілі-законник», «Аліса в синій сукні» і «Беті зі значком», охоронець зазвичай пропускав тільки постійних клієнтів, або людей з яскраво вираженою гомосексуальною зовнішністю. Вартість двох вхідних квитків (у вихідні дні) складала 3 долари США. Усередині квитки можна було обміняти на два напої. У барі розташовувалося два танцполи, інтер'єр був забарвлений у чорний колір, що робило приміщення дуже темним. По периметру бару були розвішені спеціальні прожектори. У разі, якщо в бар вдиралася поліція, прожектори різко вмикалися. Це було своєрідним сигналом для відвідувачів. У задній частині бару був так званий «зал для королев», який відвідували чоловіки, що носили грим і довге волосся. Клієнтами «Стоунволл-Інн» в основному були чоловіки, проте і лесбійки іноді приходили у бар. Віковий діапазон клієнтів був від 18 до 30 років. «Стоунволл-Інн» дуже швидко набув популярності за межами Грінвич-Віллидж.
Поліцейські рейди гей-барами проходили в середньому раз на місяць. Багато барів було обладнано спеціальними тайниками для зберігання алкоголю. Адміністрація Шостого округу заздалегідь попереджала керівництво бару про рейд, що планувався, який зазвичай проводився досить рано перед годинами пікової відвідуваності, щоб бар зміг повернутися у свій звичайний режим роботи вночі. Під час рейду, у барі запалювали світло, клієнти вишиковувалися в шеренгу і надавали посвідчення особи для перевірки. Клієнти бару, у яких не було при собі посвідчення, арештовувалися, іншим же дозволялося спокійно піти геть. Жінки зобов'язані були носити мінімум три елементи жіночого одягу. Інакше вони арештовувалися. При цьому співробітники і керівництво барів також піддавалися арешту.

## Теперішній час
У січні 2007 року було оголошено, що в «Стоунволл-Інн» проходить капітальний ремонт. У березні 2007 року бар знову відкрився.
У 2011 році «Стоунволл-Інн» стала місцем проведення урочистостей з нагоди прийняття Сенатом Нью-Йорка закону, що дозволяє одностатеві шлюби.